# 오스가 다다마사
오스가 다다마사(일본어: 大須賀忠政, 1581년 ~ 1607년)는 아즈치모모야마 시대부터 에도 시대 초기까지의 무장, 다이묘이다. 가즈사 구루리성주, 후에 도토미 요코스카 번(横須賀藩) 초대 번주를 지냈다.

## 생애
1581년(덴쇼 9년) 도쿠가와 이에야스(德川家康)의 중신이자 도쿠가와 사천왕의 한 사람인 사카키바라 야스마사와 초대 요코스카 성주인 오스가 야스타카(大須賀康高)의 딸과의 사이에서 장남으로 태어났다. 태어난 곳은 지금의 시즈오카현 하마마쓰시이다. 이에야스의 중신이었던 오스가 야스타카에게 아들이 없었기 때문에 야스타카의 딸을 어머니로 가진 다다마사가, 1589년(덴쇼 17년) 야스타카의 사후 그의 양자가 되어 오스카 씨를 계승하여 요코스카 성의 두 번째 성주가 된다. 이때 이에야스로부터 마쓰다이라성(松平姓)이 주어졌다.
1590년(덴쇼 18년) 이에야스가 영지를 간토로 옮기자, 가즈사 구루리에 3만석을 받게 되었다. 다다마사의 구루리에의 배치는 아와의 사토미 씨(里見氏)에 대한 견제의 의미가 있었다고 생각된다.
1599년(게이쵸 4년) 음력 4월 17일에 종오위하, 데와노카미(出羽守)에 서임된다. 세키가하라 전투 후인 1601년(게이쵸 6년) 음력 2월, 가즈사 구루리에서 옛 영지였던 도토미의 요코스카 번에 6만석으로 가증되어 이봉되고, 요코스카 성의 5번째 성주이자 요코스카 번의 초대 번주가 된다. 1605년(게이쵸 10년)에는 대규모 검지(検地)를 행하고, 또 조카마치의 기초를 쌓는 등의 치정에 힘을 쏟아 번정의 기초를 공고히 했다.
1607년(게이초 12년) 봄에 병으로 쓰러져 요양을 위해 교토로 올라갔지만, 그 보람 없이 음력 9월 11일에 죽었다. 이때 그는 27세의 젊은 나이였다. 가독은 아들 다다쓰구가 이었다.
묘소는 시즈오카 현 가케가와시(掛川市)의 센요지(撰要寺)에 있고, 지난 2007년 10월 18일 오스카 향토연구회에 의해 400주기 법요가 진행되었다.
다다마사가 구루리를 다스린 것은 10년 정도의 기간이었다. 그곳에는 다다마사의 시대에 구루리 시장의 신마치 도로(新町の通り, 현도県道 32호선)가 정비되었다고 하는 이야기가 남아있다.
|  | 구루리 성 성주 (오스가가) 1590년 ~ 1601년 | 후임 쓰치야 다다나오 |

|  | 제1대 요코스카 번 번주 (오스가가) 1601년 ~ 1607년 | 후임 오스가 다다쓰구 |